# Stefan Gradmann
Stefan Gradmann (* 22. September 1958 in Marburg a. d. Lahn) ist Professor an der Katholieke Universiteit Leuven.
Nach dem Studium der Philosophie und Literaturwissenschaft in Paris und Freiburg im Breisgau und seiner Dissertation im Jahre 1986 sowie einem postgradualen Studium in Köln arbeitete er als wissenschaftlicher Bibliothekar an der Staats- und Universitätsbibliothek Hamburg.
Von 1992 bis 1996 war er Direktor des Norddeutschen Bibliotheksverbundes und anschließend zusammen mit Reiner Diedrichs Direktor des Gemeinsamen Bibliotheksverbundes (GBV). Von 1997 bis 2000 arbeitete er bei der niederländischen Firma Pica für Bibliothekssoftware.
Seit 2000 war er – später als Stellvertretender Direktor – am Regionalen Rechenzentrum der Universität Hamburg beschäftigt und leitete dort die Gruppe für Informations-Management VCB. Stefan Gradmann war zugleich Leiter des Projektes German Academic Publishers (GAP). 2008 bis 2014 war er Präsident der Deutschen Gesellschaft für Informationswissenschaft und Informationspraxis.
Im Jahr 2008 erhielt er einen Ruf als Professor am Institut für Bibliotheks- und Informationswissenschaft der Humboldt-Universität zu Berlin. Im März 2013 wechselte er an die Katholieke Universiteit Leuven (Belgien).

## Schriften (Auswahl)
- Das Ungetym. Mythos, Psychoanalyse und Zeichensynthesis in Arno Schmidts Joyce-Rezeption. Ed. Text + Kritik, München 1986, ISBN 3-88377-245-3.
- Katalogisierung mit dem PC. Microrechnergestützte Datenbanksysteme für die Verarbeitung bibliothekarischer Daten; Allegro-C, LIDOS, TINman im Vergleich (= Reihe Tandem-Informationen, Bd. 1). TANDEM, Wolfenbüttel 1989, ISBN 3-927651-00-1.
- Topographie/Text. Zur Funktion räumlicher Modellbildung in den Werken von Adalbert Stifter und Franz Kafka (= Athenäums Monographien. Literaturwissenschaft, Bd. 96). Hain, Frankfurt/M. 1990, ISBN 3-445-08946-9 (Dissertation Universität Freiburg/Br.).
- Katalogisierung mit dem PC. Datenbankgestützte Systeme für die Verarbeitung bibliographischer Daten; Allegro-C, BIS-LOK, IBAS IV/BIBLIO (= Reihe Tandem-Informationen, Bd. 3). Tandem, Wolfenbüttel 1992, ISBN 3-927651-04-4.
- Der Norddeutsche Bibliotheksverbund. Genese und Entwicklungsperspektiven. In: Hartwig Lohse (Hrsg.): Bibliotheken, Service für die Zukunft (= Zeitschrift für Bibliothekswesen und Bibliographie, Sonderhefte, Bd. 58). Klostermann, Frankfurt/M. 1994, S. 23–32, ISBN 3-465-02631-4.
- (zus. mit Look Costers): Bibliotheksverbünde und Endbenutzer. Dienstleistung und Innovation. In: Elisabeth Böllmann (Hrsg.): Speicherbibliotheken – digitale Bibliotheken (= Zeitschrift für Bibliothekswesen und Bibliographie, Sonderhefte, Bd. 70). Klostermann, Frankfurt/M. 1998, S. 141–153, ISBN 3-465-02949-6.
- Hat Bibliothekswissenschaft eine Zukunft? Abweichlerische Gedanken zur Zukunft einer Disziplin mit erodierendem Gegenstand. In: Petra Hauke (Hrsg.): Bibliothekswissenschaft  – quo vadis? Eine Disziplin zwischen Traditionen und Visionen ;  Programme – Modelle – Forschungsaufgaben. Saur, München 2005, S. 97–102, ISBN 3-598-11734-5.
- Ist elektronisches Publizieren eine Aufgabe von Bibliotheken? Abweichlerische Gedanken zu einer scheinbaren Selbstverständlichkeit. In: Evelinde Hutzler (Hrsg.): Bibliotheken gestalten Zukunft. Kooperative Wege zur digitalen Bibliothek ; Dr. Friedrich Geißelmann zum 65. Geburtstag. Universitätsverlag, Göttingen 2008, S. 149–156, ISBN 978-3-940344-43-4.
- (Mitautor): Konrad Umlauf (Hrsg.): Lexikon der Bibliotheks- und Informationswissenschaft. Zwei Bände. Hiersemann, Stuttgart 2011–2014, ISBN 978-3-7772-0922-7.
- (Hrsg.): Research and advanced technology for digital libraries (= Lecture notes in computer science, Bd. 6966). Springer, Berlin 2011, ISBN 978-3-642-24469-8.
- (zus. mit Konrad Umlauf, Hrsg.): Handbuch Bibliothek. Geschichte, Aufgaben, Perspektiven. Metzler, Stuttgart 2012, ISBN 978-3-476-02376-6.